# Mury obronne w Alghero

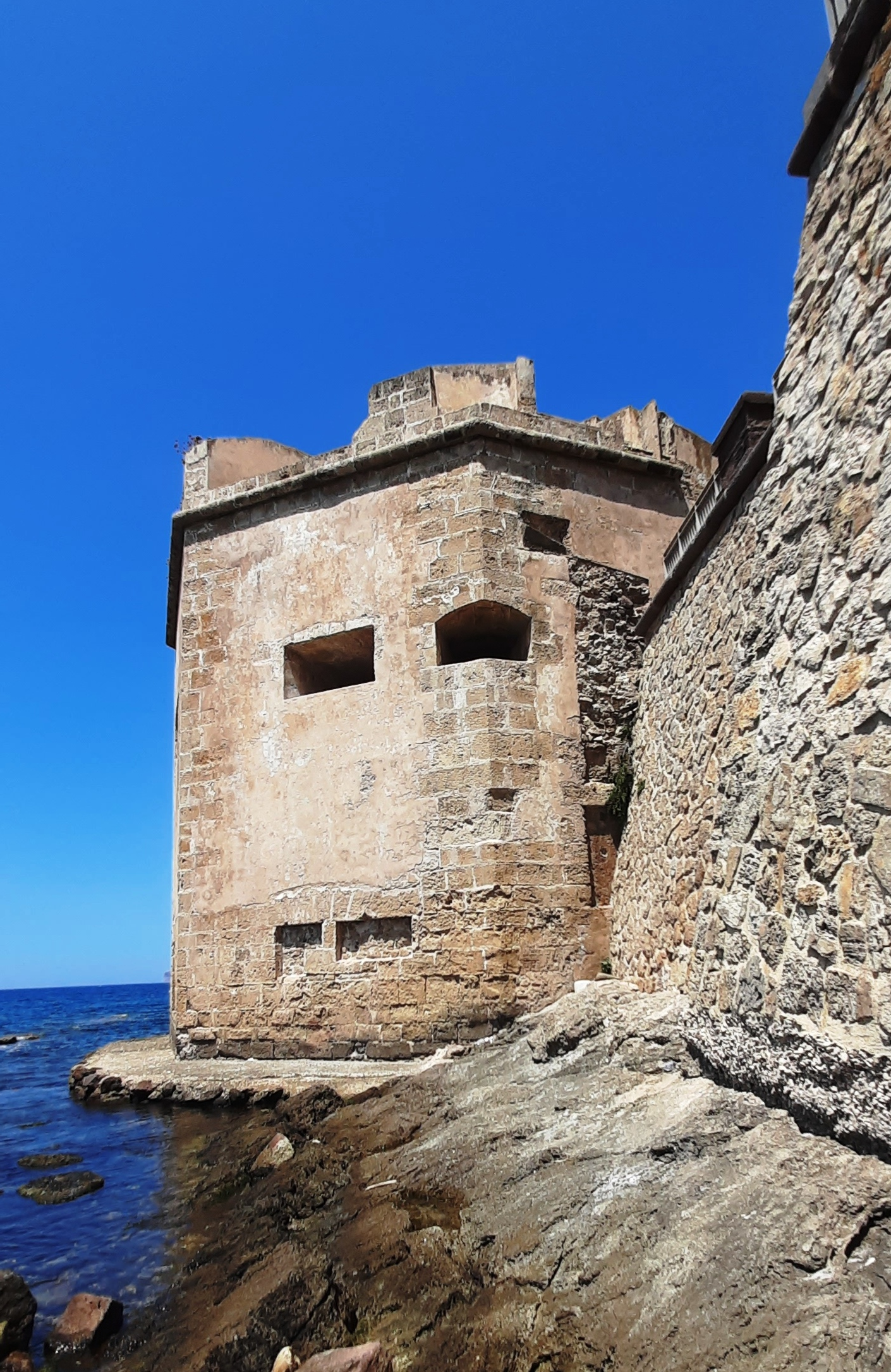
Torre San Giacomo (Wieża św. Jakuba)

Mury obronne w Alghero –  zespół fortyfikacji, który okalał i bronił od strony lądu i morza miasto Alghero na Sardynii. Budowę rozpoczęto w średniowieczu w II połowie XI wieku w okresie dominacji Republiki Genui i kontynuowano przez kolejne stulecia. Część lądową murów rozebrano pod koniec XIX wieku, zachowując jednak większość wież obronnych i wszystkie umocnienia bastionowe od strony morza.

## Historia

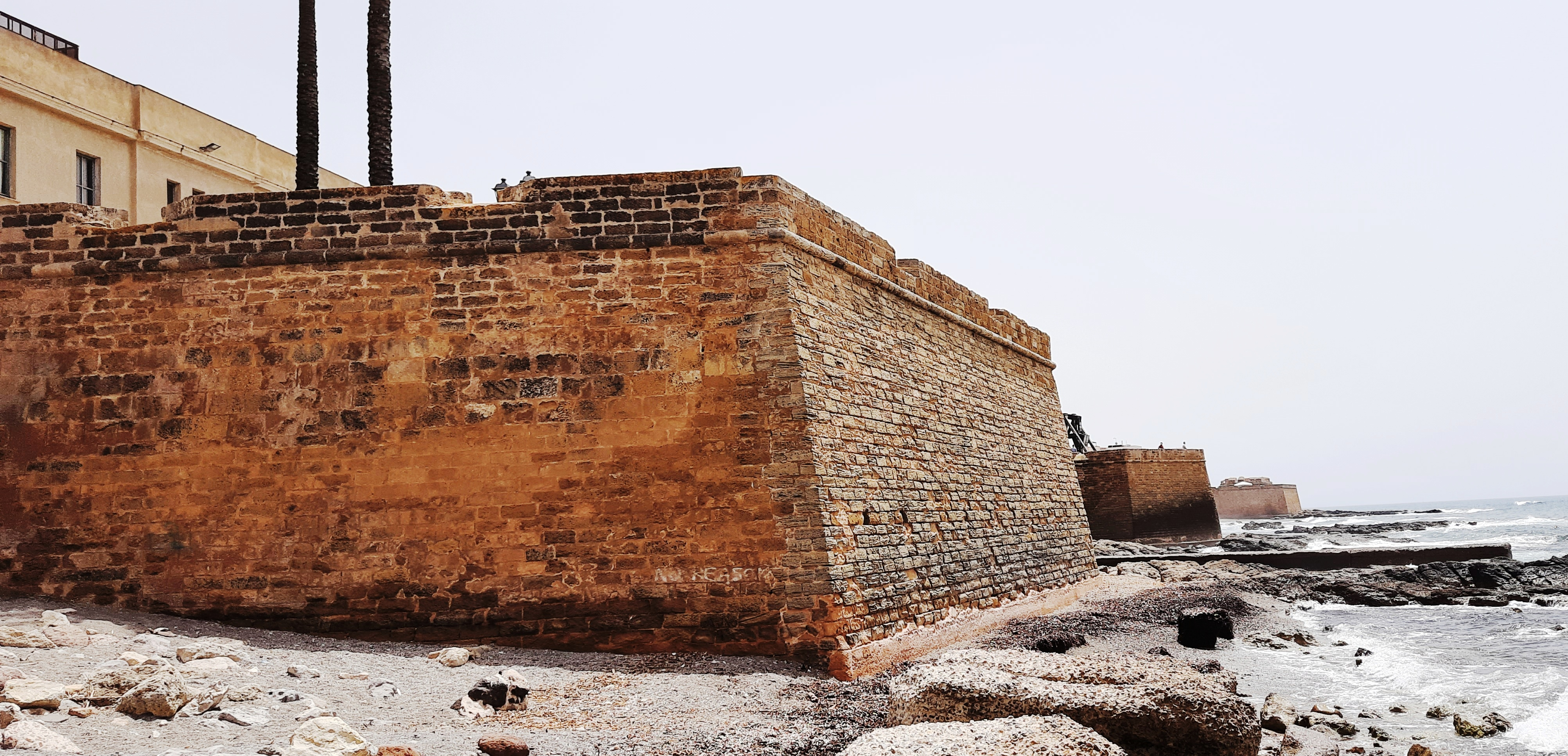
Umocnienia bastionowe od strony morza

Pierwsze umocnienia miejskie Alghero powstały za sprawą wpływowego rodu Doria w czasach, gdy miasto było zależne od Genui. Nie były one jednak wystarczające i w trakcie wojny między Genuą a Pizą, w 1283 roku miasto zostało zdobyte przez wojska Pizy. Alghero powróciło do Genui rok później i wtedy podjęto decyzję o rozbudowie obwarowań miejskich. Pod koniec wieku XIII i na początku XIV mury zostały przebudowane i powiększone tak bardzo, że w kręgu murów znajdowały się również niektóre przedmieścia, a sam system obronny oprócz murów zawierał 26 wież i baszt oraz dwie bramy miejskie. W roku 1353 po wieloletnich wojnach miasto przeszło w ręce hiszpańskiej dynastii Aragońskiej. W okresie dominacji hiszpańskiej kilkakrotnie mury wzmacniano, pozostawiając jednak obwód powstały w wiekach wcześniejszych. W latach 1417–1419 na rozbudowę umocnień przeznaczono 4000 złotych florenów (połowę kwoty musiało wyłożyć miasto). Potrzeba przeprojektowania średniowiecznych murów znajdujących się w złym stanie stała się pilna na początku XVI wieku. Prace rozpoczęte w 1513 roku trwały ponad dwadzieścia lat i ukończono je w roku 1541. Ale tylko część nadmorska została wystarczająco przebudowana i wzmocniona, podczas gdy część lądowa pozostała słabym punktem umocnień. W tym okresie miasto utrzymywało swoją funkcję strategiczną, w związku z tym w następnych dwóch wiekach powstało kilka projektów przebudowy fortyfikacji. Poza drobnymi przebudowami, projekty te nie zostały zrealizowane. Wraz z odwołaniem Alghero z listy miast o strategicznym znaczeniu, co miało miejsce 25 kwietnia 1867 roku na podstawie dekretu króla Wiktora Emanuela II, mury całkowicie straciły na znaczeniu i rozpoczęła się ich rozbiórka. Kompletnie rozebrano mury od strony lądu, co pozwoliło na powiększenie obszaru miasta. Pozostawiono siedem XVI–XVII-wiecznych wież i baszt, jedną bramę miejską oraz wszystkie umocnienia bastionowe od strony morza, obniżając jednak ich wysokość otwierając w ten sposób widok na morze. Obecnie pozostałości dawnych umocnień są jedną z atrakcji turystycznych miasta.

## Zachowane obiekty

### Torre di Porta Terra

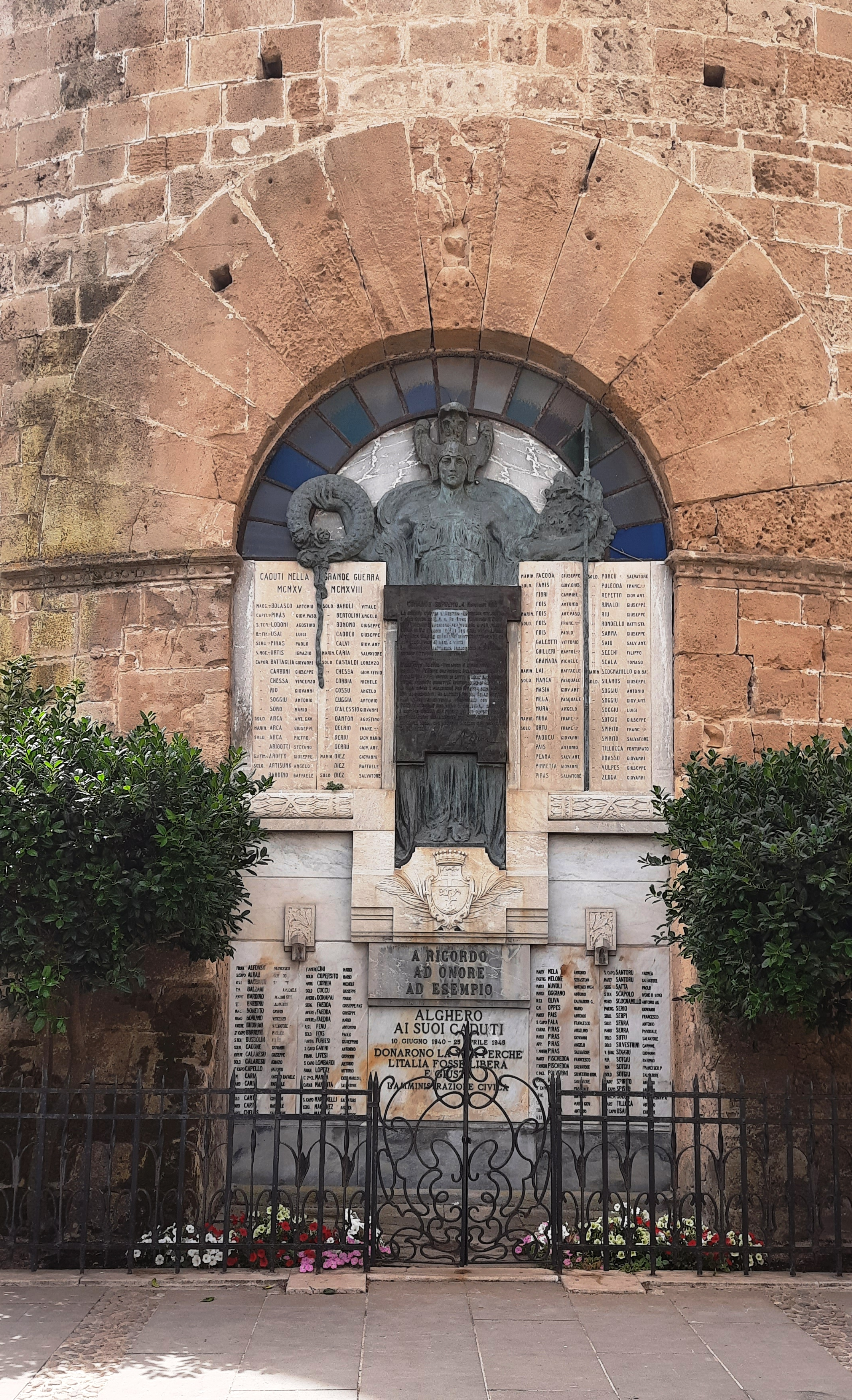
Torre di Porta Terra (memoriał na cześć poległych mieszkańców miasta w czasie I i II wojny światowej)

Największa i główna brama miejska od której rozpoczynał się trakt w kierunku Sassari. Wieczorem była zamykana. Nazywana była niekiedy Torre degli ebrei (Wieża żydowska), ponieważ znaczny wkład w jej wybudowanie wniosła tutejsza społeczność żydowska. Obecnie wieża służy m.in. celom wystawowym. Charakterystycznym elementem tej wieży jest wbudowany w jej ściany memoriał upamiętniający poległych w czasie obu wojen światowych. 

### Torre di San Giovanni (Wieża św. Jana)
Nazywana w dawnych czasach Torre di Mezzo, co w wolnym tłumaczeniu znaczy wieża pomiędzy, wieża pośrodku. Nazywana tak ze względu na jej strategiczne położenie, które pozwalało na komunikację między Torre di Porta Terra, która stanowiła główne wejście do miasta a ówczesną wieżą Esperó Reial, w miejscu której obecnie znajduje się Torre Sulis. 

### Torre di Sulis

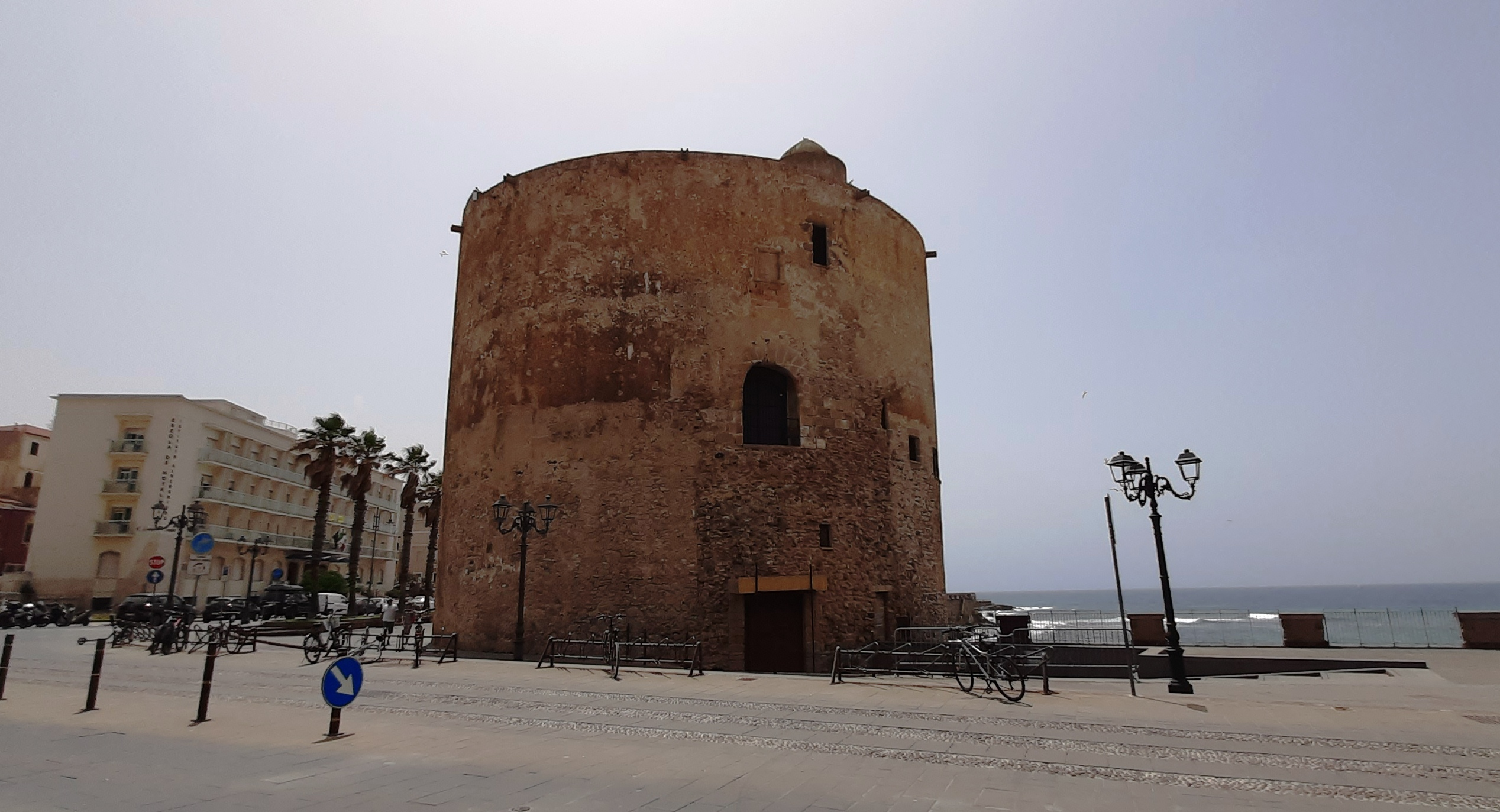
Torre Sulis

Została zbudowana po 1570 roku, aby zastąpić poprzednią wieżę Esperò Rejal z czasów średniowiecznych. Wieża ta została zamknięta w obwodzie Fortu Spur, zburzonego pod koniec XIX wieku. Wieża ma kształt cylindryczny i mury o grubości 6 metrów. W jej wnętrzu znajdują się spiralne schody. Nazwa jej pochodzi od Vincenzo Sulisa – polityka i konspiratora, który brał udział w antyrządowych zamieszkach. Oskarżony o spisek i zdradę został skazany na dożywotnie więzienie. Od roku 1799 aż do roku 1821, w którym został ułaskawiony, odbywał karę w tej wieży.

### Torre di San Giacomo (Wieża św. Jakuba)
Jest poświęcona świętemu Jakubowi na cześć króla Jakuba I Zdobywcy. Wieża ta jest też nazywana Torre dei Cani (Psia Wieża), gdyż przez pewien czas była w niej hodowla psów. Wieża jest wybudowana na planie ośmioboku. Pomimo przebudowy w XVII wieku, ma elementy katalońskiego gotyku, do których należą nisza przy wejściu głównym i spiralne schody prowadzące na dół.

### Torre della Polveriera (Wieża Prochowa)

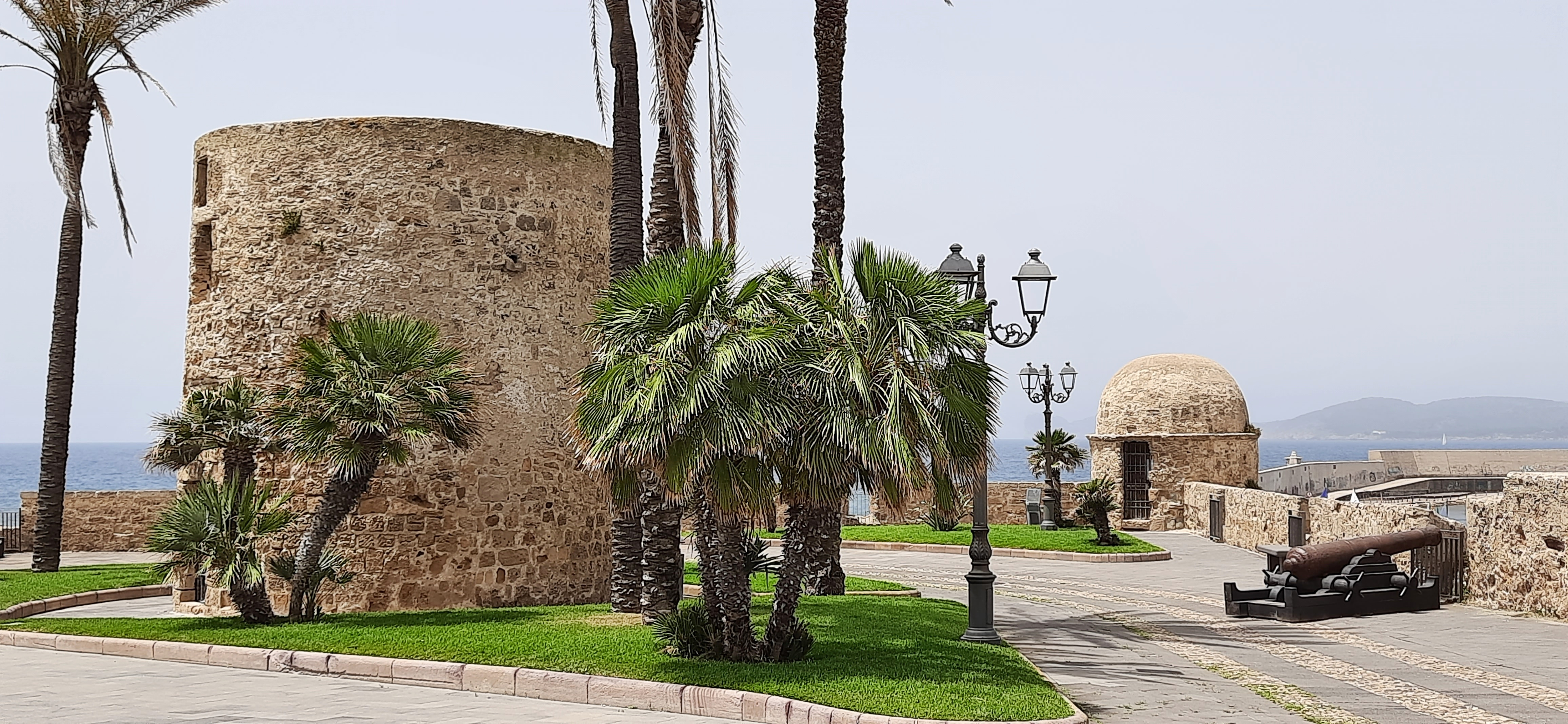
Torre della Polveriera (po lewej) i La Garitta Reale (po prawej)

Zbudowana w połowie XVIII wieku za panowania dynastii Sabaudzkiej. Usytuowana nie w obrębie murów ale w pewnej odległości od nich, gdyż była przeznaczona na arsenał i magazyn prochu (prochownię).

### La Garitta Reale
Położona w pobliżu Torre della Polveriera. Jest datowana na XVIII wiek, ale wiadomo że  już w czasach średniowiecza w tym miejscu istniała wieża. Spełniała funkcję strażnicy i z tego powodu została zbudowana na skraju skarpy, dając możliwość obserwacji zatoki, nad którą położone jest miasto. Jest również nazywana Torre della Campana (Wieża dzwonna) ze względu na dzwon, który umieszczony na jej kopule ostrzegał mieszkańców przed niebezpieczeństwami. 

### Torre di Sant'Elmo
Znajduje się przy nabrzeżnej ulicy o tej samej nazwie, w obrębie murów obronnych Pigafetta, które łączą ją z wieżą Royal Garitta. Jest poświęcona św. Erazmowi (Elmo po katalońsku), patronowi marynarzy i żeglarzy, którego kult w portowym mieście był powszechny. Na zewnątrz wieży znajduje się płaskorzeźba przedstawiająca herb Korony Aragońskiej. W niewielkiej odległości od wieży znajduje się średniowieczna, obecnie zamurowana, brama świętego Elmo.

### Torre della Maddalena (Wieża Maddaleny)

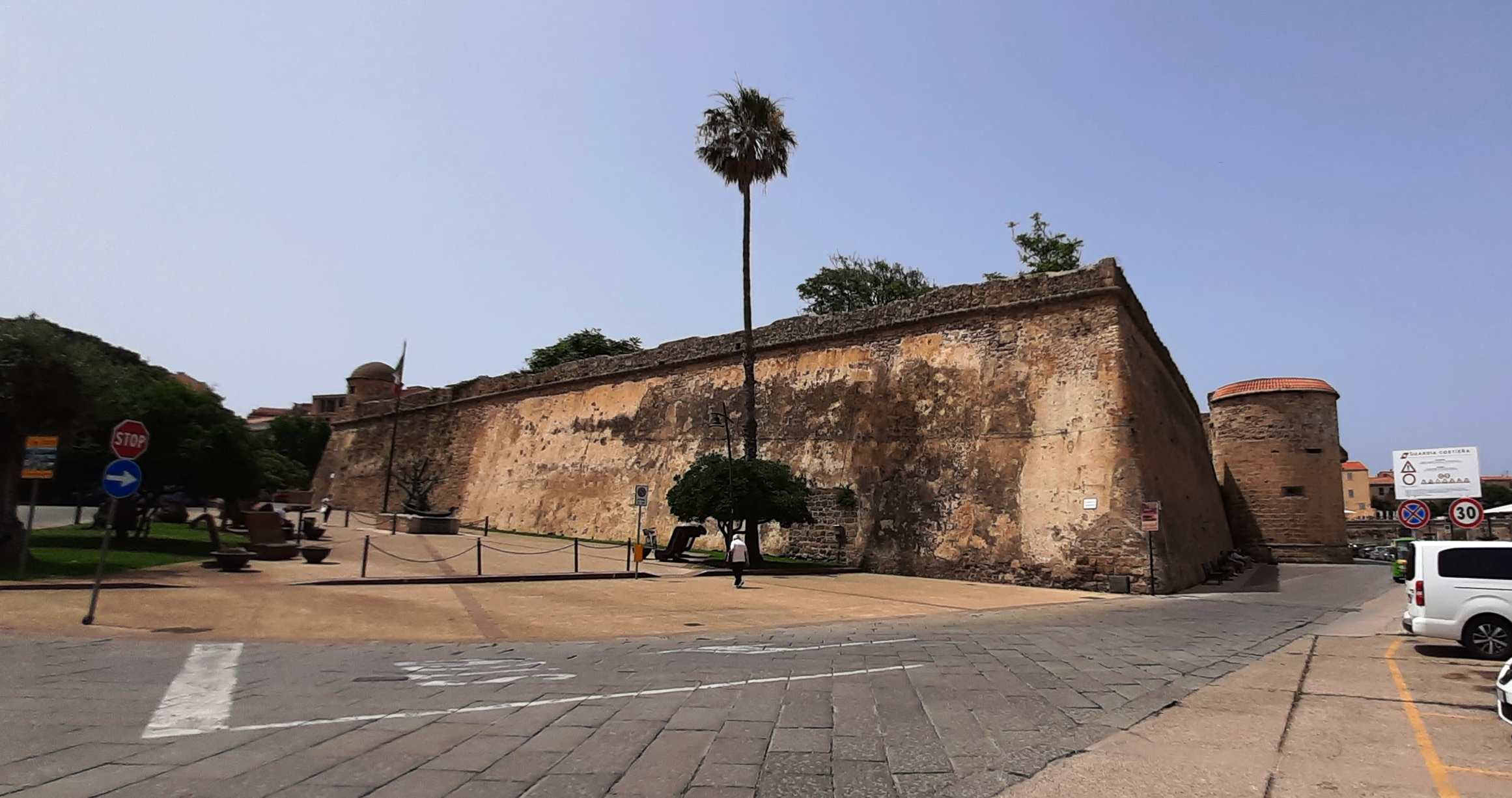
Bastion della Maddalena

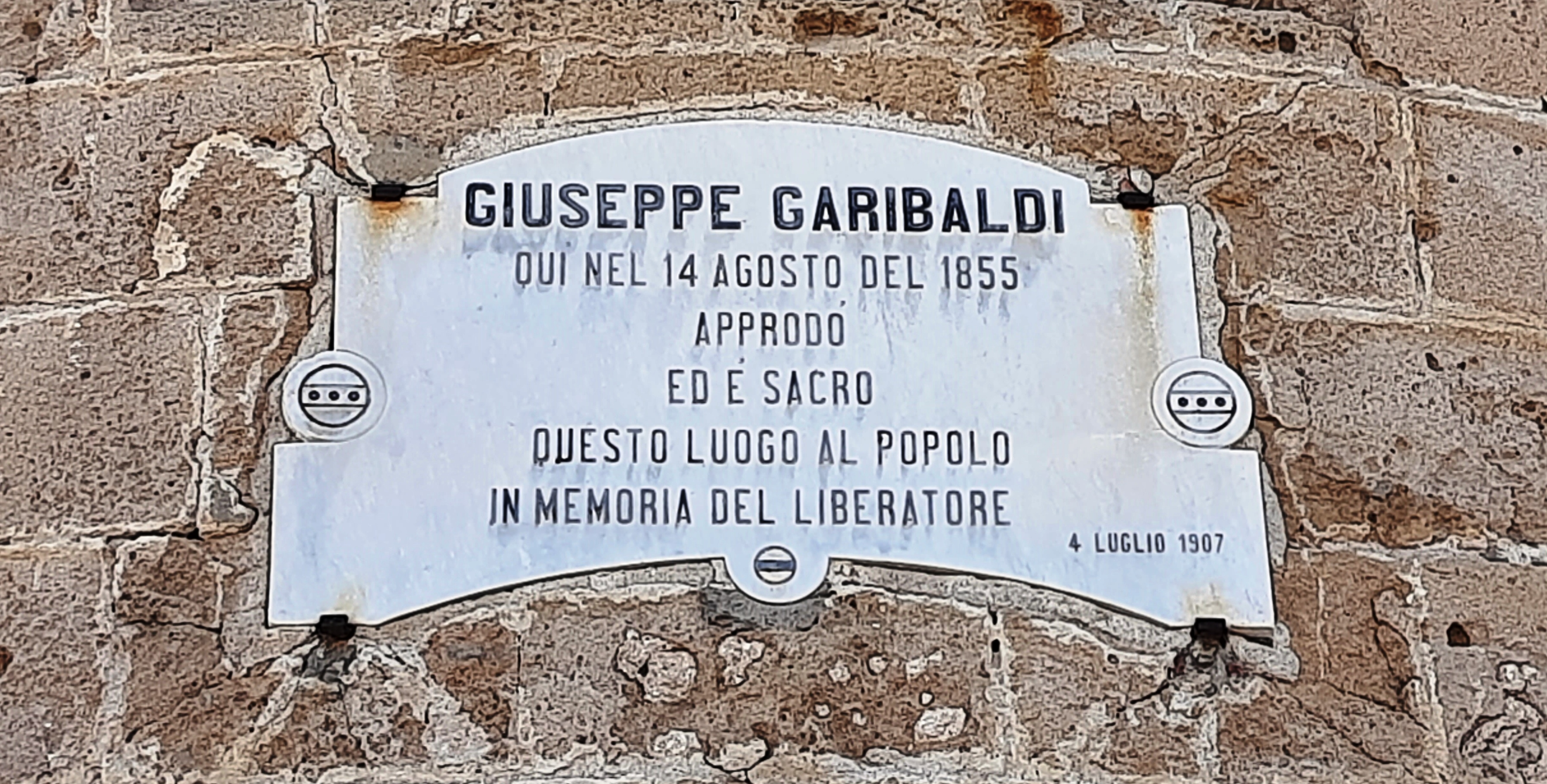
Tablica upamiętniająca przybycie do Alghero Giuseppe Garibaldiego (Torre della Maddalena)

Znajduje się na nabrzeżu i przylega do Fortu Maddalena z początku XVI wieku. Podobnie jak inne baszty nadmorskich umocnień, również i ta została wzniesiona w XVI wieku na istniejących już średniowiecznych fortyfikacjach. Wybudowana na planie koła, na zewnątrz posiada wystające z wieży murowane dreny i wykusze, za pomocą których w razie oblężenia można było oblewać z góry wrogów olejem i wrzącą wodą. Nad drzwiami do wieży znajduje się nisza z posągiem, który prawdopodobnie przedstawia św. Magdalenę (ze względu na znaczny stopień zniszczenia, trudno to ustalić z całą pewnością). Wieża nazywana jest również Torre di Garibaldi na cześć Giuseppe Garibaldiego, który wylądował w Alghero w 1855 roku. 4 lipca 1907 roku na ścianie wieży od strony morza odsłonięto pamiątkowa tablica z napisem: Giuseppe Garibaldi tutaj 14 sierpnia 1855 roku wylądował. To jest święte miejsce dla narodu na cześć wyzwoliciela.

### Bastiony od strony morza
Nazwy zachowanych bastionów od strony morza współcześnie zostały nazwane na cześć znanych żeglarzy. I są to, począwszy od Piazza Sulis: Krzysztof Kolumb, Marco Polo, Antonio Pigafetta, Ferdynand Magellan oraz bastion Maddalena.